# Zumbador (Marvel Comics)
Zumbador es el nombre de varios personajes ficticios que aparecen en los cómics estadounidenses publicados por Marvel Comics. El primer personaje debutó durante la Edad de oro de las historietas de EE. UU. N.º 1 (agosto de 1939) y se reintrodujo en Vengadores de tamaño gigante n.º 1 (agosto de 1974). Una segunda versión villana debutó durante la Edad de Plata en The Avengers # 69 (octubre de 1969), y una segunda versión heroica debutó en The Avengers # 85 (febrero de 1971).

## Historial de publicación
El primer personaje llamado Zumbador apareció por primera vez durante la Edad de Oro de los cómics, y luego apareció brevemente durante la Edad de Plata. La segunda versión villana aparece en el panel final de The Avengers # 69 (octubre de 1969), el primer capítulo de una historia de tres temas del escritor Roy Thomas y el dibujante Sal Buscema. El arco de la historia presentó al equipo de supervillanos, el Escuadrón Siniestro, cuyos cuatro miembros se basaban libremente en héroes de la Liga de la Justicia de América de DC Comics, con el Zumbador basado en Flash.

## Biografías en los personajes ficticios

### Edad de Plata
El siniestro del escuadrón es creado por la entidad cósmica, el Gran Maestro para luchar contra los Vengadores, que son los campeones del viajero del tiempo, Kang. El Zumbador, James Sanders, lucha contra el Vengador Goliath, pero la lucha es interrumpida por el Caballero Negro. Los Vengadores finalmente derrotan al Escuadrón, quienes son abandonados por el Gran Maestro. El Escuadrón reaparece en el título The Defenders, reunidos por el alienígena Nebulon. Los villanos reciben mayor poder a cambio del planeta Tierra y crean un cañón láser gigante en el Ártico para derretir los casquetes polares, cubriendo así la totalidad de la superficie terrestre en agua. Los Defensores impiden el esquema y derrotan a los villanos (y Nebulon); Namor el Sub-Marinero humilla al Zumbador.
Después, el Zumbador y sus otros dos compañeros de equipo restantes son teletransportados fuera del mundo por Nebulon, regresando con un arma que drena energía. El plan siniestro del escuadrón para amenazar a la Tierra de nuevo, pero es derrotado una vez más por los Defensores y el Vengador Yellowjacket. El personaje tiene otro breve encuentro con varios miembros de los Vengadores, que buscan una manera de separar el Poder Prisma del Doctor Espectro de su compañera Vengadora, la Avispa. El Zumbador, se desvincula del Escuadrón Siniestro y adopta un nuevo traje y alias, Speed Demon

### Edad de Bronce
Roy Thomas y el dibujante John Buscema crearon un equipo de héroes del universo alternativo llamado el Escuadrón Supremo, que debutó en Avengers # 85 (febrero de 1971). Después de una escaramuza inicial con cuatro Vengadores, los equipos se unen para detener una amenaza común. Los personajes, incluido el Zumbador, cuyo nombre es Stanley Stewart, eran idénticos en nombre y apariencia al Siniestro del escuadrón, lo que causó confusión en el departamento de producción de Marvel, como las portadas de The Avengers # 85 y # 141 (noviembre de 1975) apariciones "a cubierto" del Escuadrón Siniestro, cuando en realidad fue el Escuadrón Supremo el que apareció en ambas ediciones.
Como resultado de la exposición a los efectos mutagénicos de un banco de niebla de naturaleza desconocida, Stanley Stewart posee velocidad, resistencia y reflejos sobrehumanos. Cuando se mueve a una velocidad subsónica, el Stewart Zumbador puede crear ciclones (corriendo en círculos); correr por las paredes y por el agua. El personaje tiene inmunidad limitada a los efectos de la fricción (Stewart usa gafas para proteger sus ojos), aunque todavía genera venenos de fatiga normales. Como resultado, Stewart debe consumir grandes cantidades de calorías y descansar después de usar sus poderes de velocidad sobrehumana ampliamente.
El heroico Zumbador y el Escuadrón Supremo tienen otra serie de escaramuzas con los Vengadores diseñados por el grupo del Cartel de la Serpiente, pero eventualmente se unen y previenen el uso del artefacto la Corona Serpiente. El personaje y sus compañeros de equipo aparecen brevemente en el título Thor, cuando la versión malvada de Hyperion ataca a la versión Tierra-712 y luego al dios del trueno, Thor. El Escuadrón está controlado por las entidades Over-Mind y Null la oscuridad Viviente, pero es liberado por los Defensores y ayuda a los héroes a derrotar a los villanos.
Las características del personaje con el Escuadrón Supremo en una miniserie de 12 números (septiembre de 1985 - agosto de 1986) del autor Mark Gruenwald.. La serie también explica por qué los Escuadrones Siniestro y Supremo son similares: el Gran Maestro crea el Escuadrón Siniestro modelado en el Escuadrón Supremo ya existente del universo Tierra-712. Gruenwald, Ryan y el dibujante Al Williamson crearon una secuela de novela gráfica que deja al equipo en el universo de Marvel. El Zumbador y sus compañeros se encuentran con el héroe Quasar, y reubicarse en las instalaciones del gobierno Proyecto Pegaso. Después de otro encuentro con el Overmind y una visita al mundo de laboratorio del Extraño; el Zumbador participa en una carrera "speedster" organizada por el Anciano del Universo, el Runner intenta (con el Escuadrón) regresar a su universo y con sus compañeros miembros Hyperion y Doctor Espectro luchan contra la entidad Deathurge.
Todo el Escuadrón Supremo aparece en una historia de dos partes con los Vengadores que finalmente los devuelve a su universo de origen, donde se disuelven por un tiempo. El Zumbador se reúne con sus compañeros para ayudar al equipo interdimensional de los Exiliados.

### Edad Moderna
El sello de Marvel MAX de público maduro muestra las aventuras de la versión Tierra-31916 del Zumbador, el Atlanta Blur. También llamado Stanley Stewart, el personaje es un joven afroamericano que desarrolla una supervelocidad como resultado de la exposición a un retrovirus alienígena. Inicialmente oculta su habilidad, con el "Desenfoque de Atlanta" considerado como una leyenda urbana, pero cuando Hyperion se revela públicamente, Stewart también se hace público, se convierte en una celebridad con numerosos avales. Como Blur, lucha a regañadientes contra el crimen a petición de Nighthawk.

### Escuadrón Supremo de América
Una variación de la versión de Stanley Stewart de Blur aparece como miembro del Escuadrón Supremo de América. Esta versión es un simulacro creado por Mephisto y programado por Poder Élite. Stanley estaba programado para ver a la fuerza interminables bucles para mantener la velocidad de su cerebro mientras veía numerosos archivos de S.H.I.E.L.D. y videos sin escrúpulos. En su tiempo personal, trabaja como programador de computadoras en un edificio de oficinas en Washington D. C.
En la primera misión del equipo, Zumbador y el Escuadrón Supremo de América lucharon contra Namor y los Defensores de las Profundidades cuando atacaron una plataforma petrolera Roxxon en la costa de Alaska.
Luego, el Escuadrón Supremo visitó otra plataforma petrolera en el Golfo de México. El Escuadrón Supremo luego hizo un breve trabajo de Namor y los Defensores de las Profundidades.
Durante la historia de "La Guerra de los Reinos", Stanley estaba trabajando en su escritorio hasta que él y los otros miembros del Escuadrón Surpreme de América fueron convocados a Washington D. C., donde Phil Coulson los puso al día con la invasión de Malekith el Maldito. Blur y el Escuadrón Supremo de América luchan contra un ejército de Trolls de Roca y Gigantes de Hielo. Después de que el Escuadrón Supremo hizo que los Gigantes de Hielo se retiraran, Phil Coulson los envía a Ohio, que se ha convertido en un campo de batalla.

## Poderes y habilidades
Cada uno de los Zumbadores posee una velocidad sobrehumana.

## En otros medios

### Televisión
- La versión de James Sanders de Speed Demon aparece en la serie animada Avengers Assemble, con la voz de Jason Spisak. Él es visto por primera vez en el episodio "Los Vengadores Oscuros" como miembro del Escuadrón Supremo. En el episodio "Velocidad Terminal", Speed Demon se infiltra en la Torre de los Vengadores con un cinturón de velocidad especial donde atrapa a Hulk en la misma frecuencia de velocidad que él mientras los Vengadores luchaban contra Hyperion. Mientras evadía a Hulk, Speed Demon pudo descargar información específica de las computadoras de la Torre de los Vengadores. Después de J.A.R.V.I.S. fue capaz de detectar la difícil situación de Hulk, Iron Man pudo ayudar a Hulk a destruir el cinturón de velocidad. Mientras perseguía a Speed Demon en el océano, Hulk fue capaz de lanzar a Speed Demon en Hyperion, liberando a los otros Vengadores de su aliento de vórtice. Speed Demon fue capaz de agarrar a Hyperion cuando él se escapa. Al reunirse con Nighthawk, Speed Demon le da la información que recopiló de las computadoras de la Torre Stark. En el episodio "La Última Encrucijada de los Vengadores", Speed Demon se une al Escuadrón Supremo para ejecutar el complot de Nighthawk contra los Vengadores. En el episodio "Vengadores de Incógnito", el cinturón de velocidad de Speed Demon le es arrebatado cuando termina atrapado en una celda de cubo mientras Hulk se iguala con él desde el incidente anterior. Después de que el Escuadrón Supremo es derrotado, se menciona que Speed Demon y el resto del Escuadrón Supremo fueron remitidos a una sección especial de la Bóveda.
- La segunda temporada de Jessica Jones incluye una versión de Zumbador llamado Robert Coleman, interpretado por Jay Klaitz. Este Zumbador obtuvo sus poderes debido a las experimentaciones de IGH. Se basa principalmente en la versión de Robert Frank, luciendo una sudadera con capucha amarilla y una mangosta llamada Emil.[25] Zumbador acude a Jessica dos veces, afirmando tener habilidades y declara que hay algo detrás de él. Cuando regresa por tercera vez en un estado de pánico que dice "ellos" han creado un súper aún más peligroso, Jessica es testigo de sus poderes cuando se apresura hacia el exterior y es asesinado por la caída de escombros de construcción.[26] En el episodio "AKA Freak Accident", Jessica investiga su apartamento y encuentra un video de Whizzer que intenta comunicarse con Trish Walker. Antes de escapar por la ventana al escuchar a la policía acercarse, Jessica suelta a Emil para detenerlos.[27]